# Angelic Upstarts
Angelic Upstarts ist eine der ersten Oi!-Bands. Die Lieder der Gruppe aus dem englischen South Shields behandeln Themen der politischen Linken und die Interessen und Probleme der Arbeiterklasse.

## Geschichte
Angelic Upstarts wurde 1977 von Thomas „Mensi“ Mensforth (Gesang), Ray „Mond“ Cowie (Gitarre), Steve Forsten (Bass) und Decca Wade (Schlagzeug) gegründet. In den Jahren ihres Bestehens hatte die Band eine stark wechselnde Besetzung.
Die Debüt-Single von 1979, Murder of Liddle Towers, thematisierte Polizeibrutalität; noch im selben Jahr produzierte Jimmy Pursey von Sham 69 das erste Upstarts-Album Teenage Warning; mit diesem und dem folgenden We Gotta Get Outta This Place gelangten die Upstarts zu Popularität. Das US-amerikanische Touch and Go-Fanzine setzte die Band im November 1979 auf Platz eins ihrer Top-40-Liste des Monats. Das Album Reason Why? von 1983 gilt vielen als das beste der Gruppe.
In den Anfangsjahren der Band gab es auf den Konzerten der Upstarts oft gewalttätige Auseinandersetzungen mit rechtsextremistischen Skinheads, die sowohl von der Oi!-Musik und ihrer Arbeiterklassensymbolik als auch von einem zeitweiligen Spiel der Band mit Nazisymbolen angezogen wurden. Es gab (erfolglose) Vereinnahmungsversuche seitens der rechtsextremen Partei British National Front, obwohl die Band sich von Anfang an als Teil der (linken) Arbeiterbewegung sah und strikt antifaschistisch agierte.
Im August 2006 verließ Thomas Mensforth als letztes Gründungsmitglied die Band und Chris White übernahm den Gesang. Decca Wade, ebenfalls Gründungsmitglied, kehrte zurück ans Schlagzeug. 2007 kehrte Mensforth als Sänger zur Band zurück. Im Februar 2021 starb der ehemalige Bassist Tony „Feedback“ Morrison an den Folgen von COVID-19, im Dezember desselben Jahres dann auch Sänger Mensforth.

## Stil
Die Angelic Upstarts gelten als Pioniere des Oi!-Genres. In ihren frühen Tagen wurde die Band von der Musik von The Clash und den Sex Pistols beeinflusst.

## Diskografie
- 1979: Teenage Warning (Warner Bros. Records)
- 1980: We Gotta Get Out Of This Place (Warner Bros. Records)
- 1981: 2,000,000 Voices (Angelic Upstarts)
- 1981: Live (Livealbum, EMI)
- 1982: Still from the Heart
- 1983: Reason Why?
- 1983: Angel Dust (Collected Highs 78-83)
- 1984: Last Tango in Moscow
- 1985: Bootlegs & Rarities
- 1985: Live in Yugoslavia
- 1988: Bootlegs & Rarities
- 1988: Angel Dust (The Collected Highs 1978–1983)
- 1986: Power of the Press
- 1987: Blood on the Terraces
- 1987: Brighton Bomb
- 1988: Live and Loud
- 1988: Last Tango in Moscow
- 1989: The EMI Punk Years
- 1991: Lost and Found
- 1992: Bombed Out
- 1993: Kids on the Street
- 1986: Power of the Press
- 1993: Greatest Hits Live
- 1994: Live in Lübeck '89
- 1995: The Independent Punk Singles
- 1997: Rarities
- 1998: Who Killed Liddle
- 1999: Never 'Ad Nothing
- 2000: The BBC Punk Sessions
- 2001: Anthems Against Scum
- 2001: Live from the Justice League
- 2002: Sons of Spartacus
- 2002: The EMI Years
- 2004: The Punk Singles Collection
- 2011: The Dirty Dozen (mit Crashed Out)
- 2012: Live in Stockholm